# Bad education
Bad Education és una pel·lícula dramàtica nord-americana de 2019, dirigida per Cory Finley i escrita per Mike Makowsky. La pel·lícula està basada en la història real del desfalc escolar públic més gran en la història nord-americana. Aquesta adaptació va ser realitzada a partir d'un article a la revista de Nova York Magazine, per Robert Kolker. Presenta un repartiment que inclou Hugh Jackman, Allison Janney, Geraldine Viswanathan, Alex Wolff, Rafael Casal, Stephen Spinella, Annaleigh Ashford i Ray Romano.
La pel·lícula està ubicada al poble de Roslyn, a l'estat de Nova York, durant la dècada del 2000. Explica la història del carismàtic i preat Dr. Frank Tassone (Jackman) i Pam Gluckin (Janney), que roben milions de dòlars del mateix districte escolar públic. El guionista, Makowsky, breument va conèixer Tassone com a nen, abans que esclatés l'escàndol, i va assistir a l'Escola Secundària Roslyn al final de la dècada del 2000.
La cinta es va estrenar el 8 de setembre de 2019, al Festival Internacional de Cinema de Toronto i va ser retransmesa a HBO el 25 d'abril de 2020. Va ser ben rebut pels crítics, amb elogis en particular per al guió de Makowsky i les actuacions de Jackman i Janney. Ha estat doblada i subtitulada al català.